# Festuca pumila
Espèce
Synonymes
- Festuca pumila Vill.[2]
- Festuca quadriflora Honck. (préféré par BioLib)[2]
- Festuca varia subsp. pumila (Vill.) Hack.[2]

## Liste des variétés
Selon Tropicos (13 décembre 2023) :
- Festuca pumila var. hackeliana (Zapater) Beldie